# Restavek
Restavek (množina restaveci) (francuski "reste avec" - "ostati kod/sa") naziv je za siromašnu djecu s Haitija, koju siromašni roditelji daju imućnijim obiteljima, da kod njih rade kućanske poslove, a da za uzvrat dobiju smještaj, školovanje i hranu.
Prije katastrofalnog potresa na Haitiju bilo je oko 300.000 restaveka. Većina obitelji na Haitiju su jako siromašne i ne mogu svojoj djeci pružiti osnovne uvjete života, stoga daju svoju djecu na uzdržavanje imućnijim obiteljima, sa željom da one osiguraju bolji život, redovitu prehranu i osnovno školovanje. Nažalost, ima mnogo negativnih slučajeva, kada restaveci vro naporno rade gotovo u robovskim uvjetima, spavaju na podu, dobiju ostatke hrane, a mnogi niti ne idu u školu. U još gorim slučajevima, djeca su fizički i seksualno napostovana, a neki obole i od AIDS-a. Kada odrastu žive na ulici, rade poslove poput čišćenja cipela, a neki su dio lanca prostitucije. Ujedinjeni narodi, njihov položaj smatraju modernim oblikom ropstva.
U svibnju 2009. godine više od 500 haićanskih uglednih ljudi, raspravljalo je o ovom problemu i tražilo rješenje.
Nakon katastrofalnog potresa na Haitiju 12. siječnja 2010. godine, restaveci su još u nepovoljnijem položaju, jer zbog opće nestašice, dosadašnje skrbničke obitelji nemaju sredstava, da se za njih brinu pa neki restaveci lutaju ulicama. Njihove izvorne obitelji obično izgube s njima kontakt, nakon što su ih dali u skrbničke obitelji. Nakon "posvojenja" dobivaju nova imena.